# Alpaida erythrothorax
Alpaida erythrothorax este o specie de păianjeni din genul Alpaida, familia Araneidae. A fost descrisă pentru prima dată de Taczanowski, 1873.
Este endemică în French Guiana. Conform Catalogue of Life specia Alpaida erythrothorax nu are subspecii cunoscute.